# Єлбанка
Єлба́нка (рос. Елбанка) — село у складі Усть-Пристанського району Алтайського краю, Росія. Адміністративний центр Єлбанської сільської ради.

## Географія
Розташоване на лівому березі річки Чариш. Абсолютна висота — 155 метрів над рівнем моря.

## Історія
Засноване у 1680 році. У 1926 році в селі Єлбанському було 403 господарства та проживало 2347 осіб (1115 чоловіків та 1232 жінки). У національному складі населення того періоду переважали росіяни. Діяли школа І ступеня та лавка товариства споживачів.
В адміністративному відношенні було центром Єлбанської сільради Пристанського району Бійського округу Сибірського краю.

## Населення
Населення — 632 особи (2010; 811 у 2002).
Національний склад (станом на 2002 рік):
- росіяни — 95 %

## Персоналії
- Резанцев Яків Володимирович